# Juan Jarpa
Juan Manuel Jarpa Caamaño (Chillán Viejo, Región del Biobío, Chile, 31 de enero de 1804 - Santiago, Región Metropolitana, Chile, 2 de diciembre de 1876), fue un militar chileno que tuvo el grado de General de División y fue el General más antiguo de Ejército desde el 8 de agosto de 1871 al 31 de diciembre de 1875.

## Datos biográficos
Fue hijo de Francisco Javier Jarpa y Francisca Caamaño, se enroló en el Ejército chileno en 1823 como Alférez de Cazadores a Caballo, participando en 1825 en las campañas de Chiloé, bajo las órdenes de los Generales Borgoño y Prieto.
Expedicionó la ultra cordillera en 1826, en persecución de las montoneras de los Hermanos Pincheira, audaces bandoleros que asolaban las provincias de Concepción y Arauco.
En 1827 participó en la pacificación de Arauco. En 1830 combatió en la Batalla de Lircay.
Participó en el Ejército Restaurador del Perú y también en la Batalla de Yungay en donde le fueron concedidas dos medallas de oro, una por el Supremo Gobierno de Chile y la otra por el del Perú y el grado de Coronel en las dos repúblicas. Fue comandante del Regimiento de Cazadores a Caballo y estalló el movimiento revolucionario de Quillota, acaudillado por el coronel José Antonio Vidaurre. Juan Jarpa Caamaño no estaba de acuerdo por este movimiento.
En junio de 1852 fue retirado temporalmente del servicio, siendo reincorporado el 8 de febrero de 1861. Después como general se desempeñó como inspector general del Ejército y participó en la Guerra contra España.
| Predecesor: Marcos Maturana del Campo 1841-1866 | General en Jefe del Ejército de Chile 1870-1875 | Sucesor: Basilio Urrutia Vásquez 1876-1879 |